# Aleksandar Pavlović (calciatore)
Aleksandar Pavlović (Monaco di Baviera, 3 maggio 2004) è un calciatore tedesco, centrocampista del Bayern Monaco e della nazionale tedesca.

## Biografia
Nato in Germania, i suoi genitori sono serbi.

## Caratteristiche tecniche
Di ruolo centrocampista, gioca davanti alla difesa e dispone di buone geometrie e ottima visione di gioco.

## Carriera

### Club
Pavlović è un prodotto del settore giovanile del Bayern Monaco dove è arrivato nel 2011 a sette anni. Il 3 maggio 2022 ha prolungato il contratto con i bavaresi fino al 2024 ed ha iniziato ad allenarsi con il gruppo della prima squadra.
Il 28 ottobre 2023 ha fatto il suo esordio assoluto con il Bayern sostituendo Matthijs de Ligt nell'incontro di Bundesliga vinto 8-0 contro il Darmstadt. Quattro giorni dopo ha rinnovato il contratto fino al 2027. Da lì in poi, vede aumentare il proprio minutaggio, grazie anche alla fiducia concessagli dall'allenatore Thomas Tuchel. Il 29 novembre 2023, esordisce in Champions League nel pareggio interno contro il Copenaghen (0-0). Il 5 marzo 2024, gioca per la prima volta da titolare in Champions nel successo per 3-0 agli ottavi contro la Lazio. Nel giugno del 2024, rinnova il proprio contratto con il club bavarese fino al 30 giugno 2029.

### Nazionale
Ha giocato nella nazionale tedesca Under-20.
Il 14 marzo 2024 viene convocato per la prima volta in nazionale maggiore, salvo poi dovere rinunciare pochi giorni dopo per infortunio. Nel maggio 2024 viene incluso dal CT Julian Nagelsmann nella rosa che avrebbe preso parte agli Europei dello stesso anno, ed esordisce con la selezione teutonica il 3 giugno seguente, nell'amichevole pareggiata contro l'Ucraina. Tuttavia, a pochi giorni dall'inizio del torneo, è costretto a lasciare il ritiro della nazionale a causa di una tonsillite, venendo sostituito da Emre Can.
Il 7 settembre 2024 realizza la sua prima rete con la massima selezione tedesca nel successo per 5-0 in Nations League contro l'Ungheria.

## Statistiche

### Presenze e reti nei club
Statistiche aggiornate al 23 maggio 2025.
| Stagione                | Squadra                 | Campionato              | Campionato | Campionato | Coppe nazionali | Coppe nazionali | Coppe nazionali | Coppe continentali | Coppe continentali | Coppe continentali | Altre coppe | Altre coppe | Altre coppe | Totale | Totale | Totale |
| Stagione                | Squadra                 | Comp                    | Pres       | Reti       | Comp            | Pres            | Reti            | Comp               | Pres               | Reti               | Comp        | Pres        | Reti        | Pres   | Reti   |        |
| ----------------------- | ----------------------- | ----------------------- | ---------- | ---------- | --------------- | --------------- | --------------- | ------------------ | ------------------ | ------------------ | ----------- | ----------- | ----------- | ------ | ------ | ------ |
| 2022-2023               | Bayern Monaco II        | RL                      | 6          | 0          | -               | -               | -               | -                  | -                  | -                  | -           | -           | -           | 6      | 0      |        |
| 2023-2024               | Bayern Monaco II        | RL                      | 3          | 0          | -               | -               | -               | -                  | -                  | -                  | -           | -           | -           | 3      | 0      |        |
| Totale Bayern Monaco II | Totale Bayern Monaco II | Totale Bayern Monaco II | 9          | 0          |                 | -               | -               |                    | -                  | -                  |             | -           | -           | 9      | 0      |        |
| 2023-2024               | Bayern Monaco           | BL                      | 19         | 2          | CG              | 0               | 0               | UCL                | 3                  | 0                  | SG          | 0           | 0           | 22     | 2      |        |
| 2024-2025               | Bayern Monaco           | BL                      | 21         | 1          | CG              | 2               | 0               | UCL                | 5                  | 0                  | Cmc         | -           | -           | 28     | 1      |        |
| Totale Bayern Monaco    | Totale Bayern Monaco    | Totale Bayern Monaco    | 40         | 3          |                 | 2               | 0               |                    | 8                  | 0                  |             | 0           | 0           | 50     | 3      |        |
| Totale carriera         | Totale carriera         | Totale carriera         | 49         | 3          |                 | 2               | 0               |                    | 8                  | 0                  |             | 0           | 0           | 59     | 3      |        |

### Cronologia presenze e reti in nazionale
| Cronologia completa delle presenze e delle reti in nazionale ― Germania | Cronologia completa delle presenze e delle reti in nazionale ― Germania | Cronologia completa delle presenze e delle reti in nazionale ― Germania | Cronologia completa delle presenze e delle reti in nazionale ― Germania | Cronologia completa delle presenze e delle reti in nazionale ― Germania | Cronologia completa delle presenze e delle reti in nazionale ― Germania | Cronologia completa delle presenze e delle reti in nazionale ― Germania | Cronologia completa delle presenze e delle reti in nazionale ― Germania |
| Data                                                                    | Città                                                                   | In casa                                                                 | Risultato                                                               | Ospiti                                                                  | Competizione                                                            | Reti                                                                    | Note                                                                    |
| ----------------------------------------------------------------------- | ----------------------------------------------------------------------- | ----------------------------------------------------------------------- | ----------------------------------------------------------------------- | ----------------------------------------------------------------------- | ----------------------------------------------------------------------- | ----------------------------------------------------------------------- | ----------------------------------------------------------------------- |
| 3-6-2024                                                                | Norimberga                                                              | Germania                                                                | 0 – 0                                                                   | Ucraina                                                                 | Amichevole                                                              | -                                                                       | 71’                                                                     |
| 7-9-2024                                                                | Düsseldorf                                                              | Germania                                                                | 5 – 0                                                                   | Ungheria                                                                | UEFA Nations League 2024-2025 - 1º turno                                | 1                                                                       | 60’                                                                     |
| 10-9-2024                                                               | Amsterdam                                                               | Paesi Bassi                                                             | 2 – 2                                                                   | Germania                                                                | UEFA Nations League 2024-2025 - 1º turno                                | -                                                                       | 63’                                                                     |
| 14-10-2024                                                              | Monaco di Baviera                                                       | Germania                                                                | 1 – 0                                                                   | Paesi Bassi                                                             | UEFA Nations League 2024-2025 - 1º turno                                | -                                                                       | 77’                                                                     |
| 4-6-2025                                                                | Monaco di Baviera                                                       | Germania                                                                | 1 – 2                                                                   | Portogallo                                                              | UEFA Nations League 2024-2025 - Semifinale                              | -                                                                       | 71’                                                                     |
| Totale                                                                  |                                                                         | Presenze                                                                | 5                                                                       |                                                                         | Reti                                                                    | 1                                                                       |                                                                         |

## Palmarès

### Club

#### Competizioni nazionali
- Campionato tedesco: 1

Bayern Monaco: 2024-2025
- Supercoppa di Germania: 1

Bayern Monaco: 2025